# One Madison
One Madison es un rascacielos residencial de lujo ubicado en 23rd Street entre Broadway y Park Avenue South, a los pies de Madison Avenue, cruzando el Madison Square Park en el Flatiron District de Manhattan, Nueva York. El edificio se accede por un edificio anexo en el 23 de East 22nd Street (que coincide con la parte trasera del edificio), definido por los arquitectos como una «adorable y discreta puerta de acceso».

## Historia
A pesar de que gran parte de las zonas cercanas al edificio forman parte de varios distritos históricos –como el Distrito histórico de Ladies' Mile, Distrito histórico de Gramercy Park y el Distrito histórico de Madison Square North– el sitio donde se ubica no forma parte de estos distritos, permitiendo la construcción a través de la transferencias de derechos de vuelo de edificios colindantes de menor altura.
Inicialmente, el edificio iba a contar con 47 plantas con el nombre de The Saya; posteriormente fue renombrado a One Madison Park cuando se iniciaron los trabajos de construcción en 2006 y finalmente se acortó a One Madison tras la adquisición del edificio por Related Companies. La planta más alta está marcada como 60, pero en realidad son 50 plantas construidas. Consta de 53 apartamentos de lujo que destacan por sus vistas de 360 grados. La parte superior del edificio alberga un ático de tres plantas (tríplex) de 636 m² rodeado por una terraza con 64 m². El precio de venta inicial para dicho ático era de 45 millones de $, e incluía los servicios de un mayordomo disponible las 24 horas que iba a vivir en un apartamento en un piso inferior. Antes de la adquisición por Related, el ático estaba señalizado por un total de 32 millones de $, pero ese acuerdo nunca llegó a cerrarse.
En abril de 2014, el edificio fue coronado, pero no estaba completado del todo. Atravesó múltiples dificultades financieras y la hipoteca que pesaba sobre el inmueble fue puesta en ejecución. Fruto de ello las ventas se paralizaron, hasta que se nombró a un administrador concursal el 15 de abril, lo que permitió reanudar las mismas. El edificio siguió sufriendo numerosos problemas de índole financiero y legal, los promotores fueron demandados alegando fraude empresarial, siendo abocado al concurso necesario por alguno de su acreedores en junio de 2010.
Al lado del One Madison iba un proyecto de un edificio de 22 plantas diseñado por el renombrado arquitecto Rem Koolhaas situado en 22nd Street, pero posteriormente los diseños fueron reemplazados por un edificio de 11 plantas de Cetra/Ruddy, el estudio que diseño el One Madison. Finalmente, cuando se iniciaron las obras del inmueble en enero de 2013, los permisos autorizaban a un máximo de 6 plantas, que constaran de un vestíbulo de entrada y dos apartamentos de dos plantas. El edificio anexo, diseñado por el estudio BKSK Architects con una fachada acabada en cristal y terracota, constituye la entrada principal del edificio.
En la actualidad la propiedad del edificio recae sobre un consorcio de acreedores, incluyendo Related Companies, el CIM Group, y HFZ Capital Group, quienes se encargaron de finalizar el edificio y reanudar las ventas.
A fecha de 21 de febrero de 2014, el 75% del edificio ya se había vendido. Según la web del edificio, actualmente (febrero de 2016) sigue a la venta el dúplex de las plantas 55-56 por 37,5 millones de $.

## Arquitectura
El edificio ha sido diseñado por el estudio de arquitectura Cetra/Ruddy.
El crítico de arquitectura del New York Times, Nicolai Ouroussoff, consideró el One Madison Park como «una resplandeciente adición a la calle que tiene dos de los rascacielos más famosos de la ciudad: el Metropolitan Life Tower (1909) del arquitecto Pierre LeBrun, cruzando la calle, y el Edificio Flatiron (1903) de Daniel Burnham, una manzana al oeste. Sacude el vecindario llevándolo al presente». Dana Rubinstein del New York Observer era algo menos entusiasta al respecto. Si bien no le parecía «feo», dijo que el edificio era «bastante bonito, en su arrogante y abrumador estilo». El arquitecto Dan Kaplan es citado en un blog en línea del Wall Street Journal diciendo acerca del edificio que es «un tallo elegante y fino», que representa una continuación en la panorámica de Manhattan. Kaplan sin embargo, afirma que el edificio con forma de astilla «le da un poco la espalda al parque».
En 2014, el edificio recibió el galardón Architizer A+ Jury Award for Residential High Rise, y desde 2013, forma parte de la exhibición "Sky High & the Logic of Luxury" del Skyscraper Museum de Nueva York.

### Ingeniería
Las primeras cinco plantas del edificio comprenden a nivel de suelo superficie comercial y de servicios y por encima se sitúan las plantas técnicas y las zonas comunes. Además actúan como la base sobre la cual se alza la torre, que está parcialmente en voladizo sobre un edificio de tres alturas al este.
La planta del edificio mide 15,25m x 16,15 m, lo que lo convierte, con una altura de 189.3 metros, en uno de los edificios más esbeltos en Nueva York; con un ratio base altura de 12:1. Para acomodar el diseño arquitectónico del inmueble normalmente se colocarían soportes lateral alrededor del perímetro de la torre pero, debido a que el diseño contempla ventanas en sus cuatro costados, se optó por desplazarlo al núcleo central de la torre de forma cruciforme mediante muros reforzados. Para soportar vientos laterales y movimientos sísmicos, estos muros están hechos con hormigón armado de alta resistencia. One Madison además emplea un amortiguador de masa líquido en la azotea consistente en tres tanques llenos de agua en forma de U de hormigón armado que consiguen reducir el vaivén lateral en un 3%.

## Interiores e instalaciones
Cuando Related Companies adquirió One Madison, aproximadamente la mitad de los apartamentos estaban finalizados, con interiores diseñados por Cetra/Ruddy, el mismo estudio que diseñó el exterior del edificio. Para el resto de apartamentos, que se encontraban en diversos estados de compleción, los nuevos propietarios contrataron al estudio de interiorismo Yabu Pushelberg, que también creó los interiores del nuevo vestíbulo así como del resto de instalaciones comunes, y contaron con los servicios de Cooley Monato Studio que ideó la iluminación interior de los apartamentos, el vestíbulo principal, las instalaciones comunes y la fachada.
Rem Koolhaas diseñó los interiores de muchos de las instalaciones comunes originales de los apartamentos, como la sala de proyecciones, un exclusivo restaurante operado por el chef Charlie Trotter, un spa sala de fitness y una bodega. Tras ser adquirido por Related, se anunció que el edificio iba a contar con las siguientes instalaciones: un bar con salón, un comedor privado, una sala de cine, gimnasio y sala de yoga, una piscina de 20 metros, baño turco y sala de juegos para niños. Cuenta con un portero 24 horas y un servicio de recepción.

## Residentes destacados
El quarterback de la NFL Tom Brady y su mujer, la supermodelo Gisele Bündchen, son propietarios de un apartamento de 14 millones de $ y poseen otro para alquiler en el One Madison. El presidente de News Corp, Rupert Murdoch compró el ático de tres plantas del edificio y el apartamento inferior por un total de 57,3 millones de $ (42 millones de €) en febrero de 2014. Peter Buffett, el hijo de Warren Buffett, solía vivir en el One Madison.

## Galería

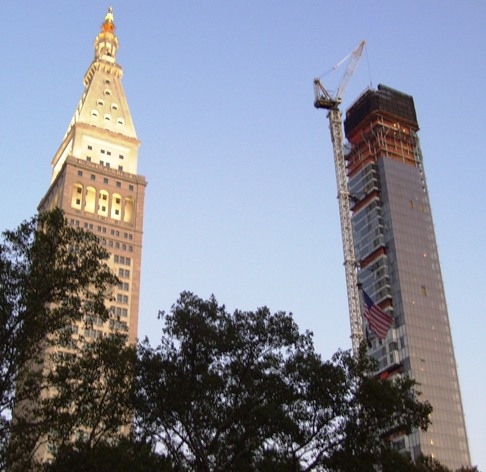
El edificio en construcción en septiembre de 2008; el Met Life Tower se sitúa a la izquierda
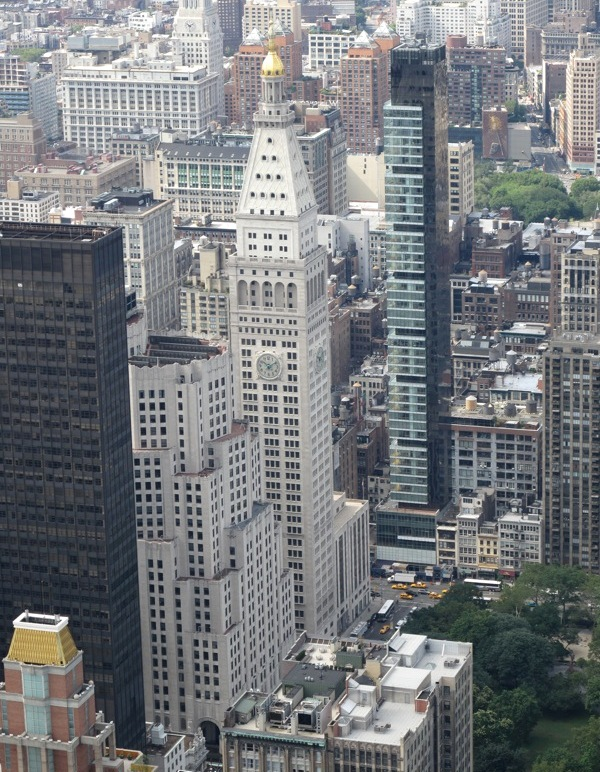
De derecha a izquierda: One Madison Park, Met Life Tower, Metropolitan Life North Building, y New York Merchandise Mart.
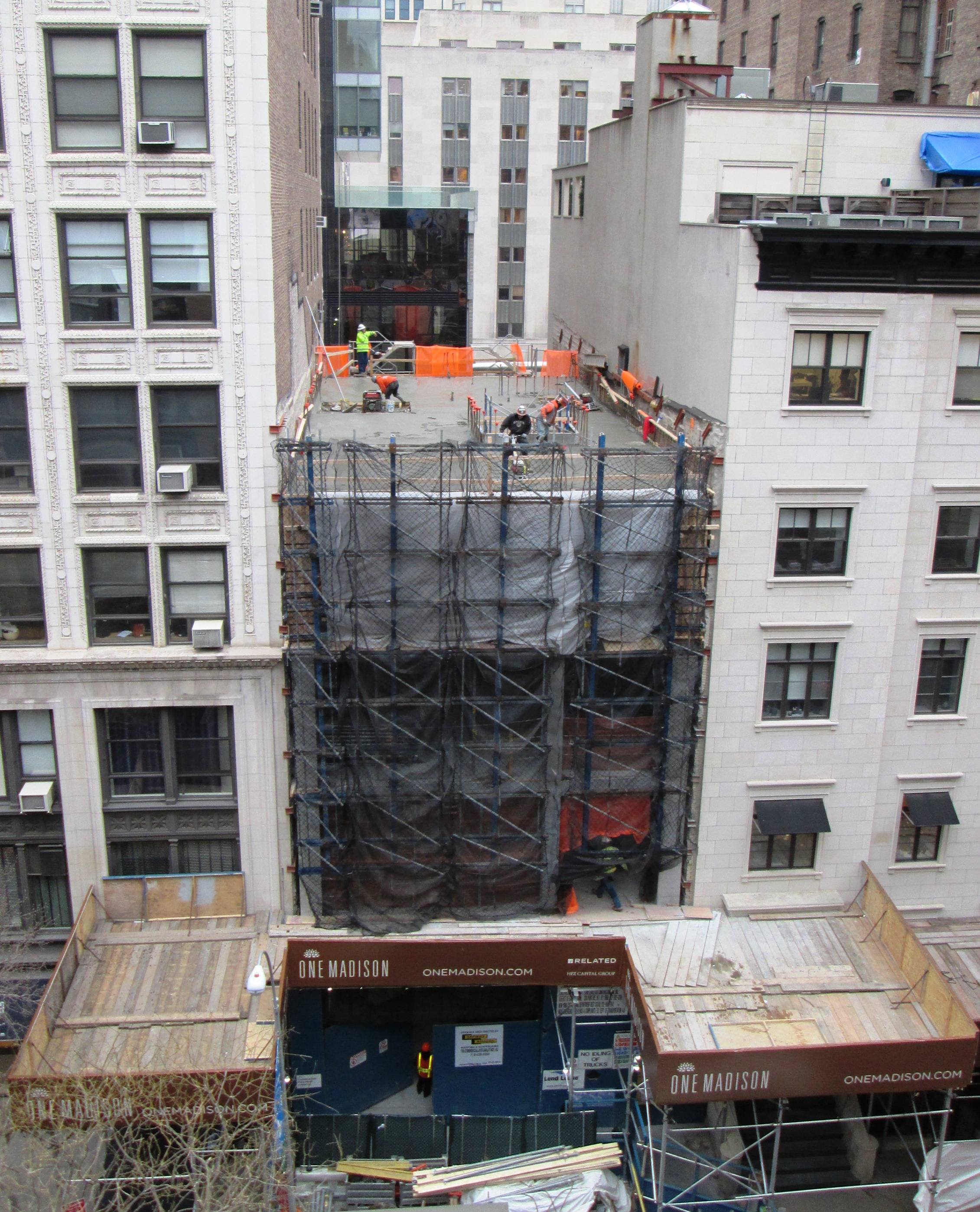
El edificio de 23 East 22nd Street es la entrada principal al One Madison. En construcción (enero de 2013).
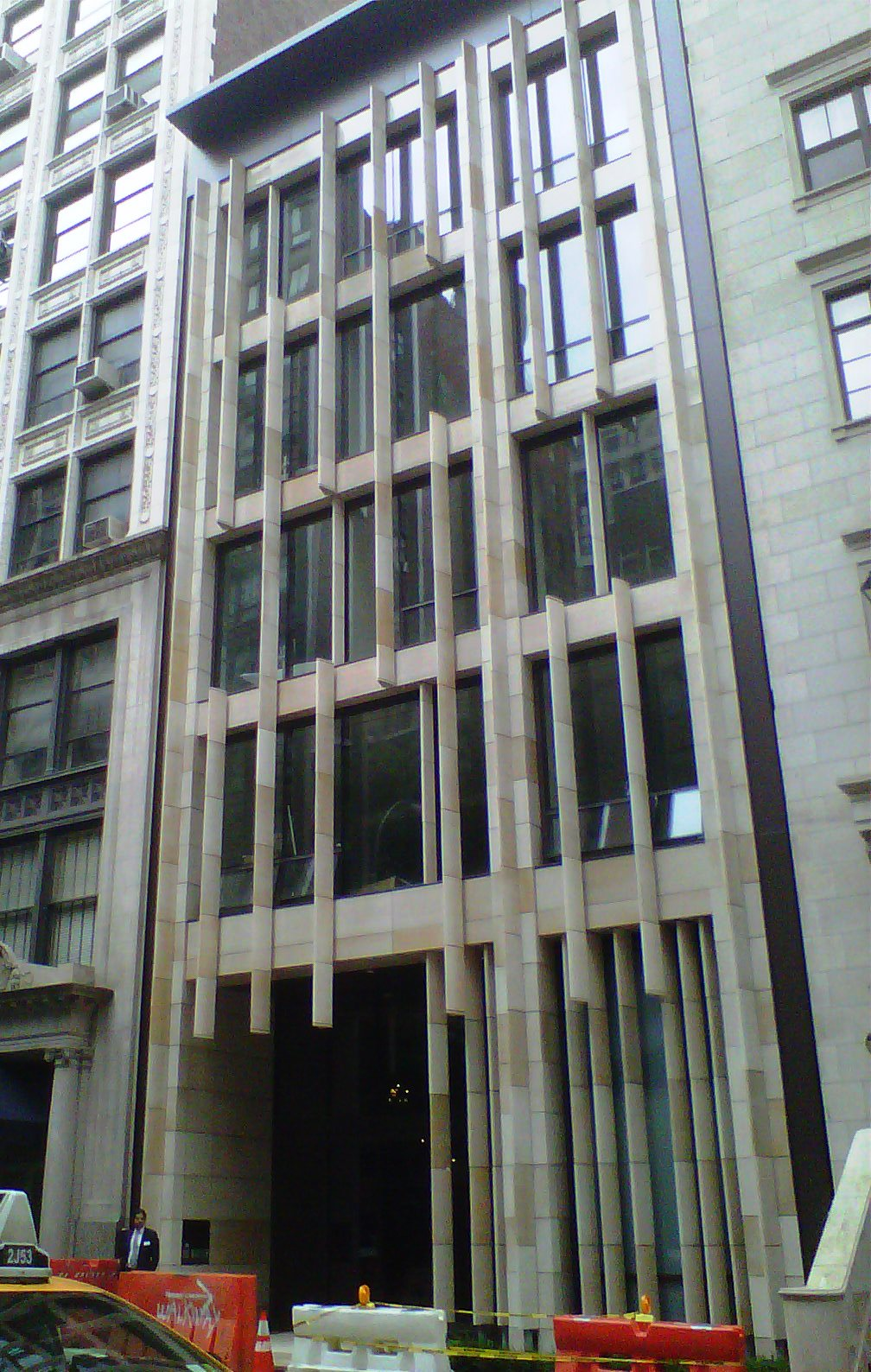
La entrada del edificio situada en 23East 22nd Street (septiembre de 2014).

## Para más información
- "One Madison Square" Archivado el 25 de julio de 2011 en Wayback Machine. enCurbed.com
- "In the Shadow of the Boom" Archivado el 13 de marzo de 2010 en Wayback Machine. descripción de los problemas legales y financieros que atravesó el edificio en New York Observer